# Иван Сирко
Иван Дмитрович Сирко је био козачки војни командант, Кошови атаман (највиши војни чин) Запорошких Козака, тобожњи ко-аутор познатог полу-легендарног одговора турском султану која је инспирисала руског уметника Иљу Рјепина да наслика своју познату слику Одговор Запорошких Козака. 

## Везе
- Серко Иван Дмитриевич
- Иван Сирко - Истина и легенда Архивирано на веб-сајту  (28. март 2014)